# You Don't Have to Worry
You Don't Have To Worry è un brano del gruppo statunitense New Edition, estratto come terzo singolo dal loro sesto album in studio, Home Again.

## Descrizione
Il singolo era già stato pubblicato come b-side del precedente singolo, I'm Still In Love with You, il 10 settembre del medesimo anno. La versione ddiffusa in radio è quella presentante il featuring di Missy Elliott, mentre è presente una versione che presenta un rap di Fat Joe pubblicata nel singolo 12".
La traccia è stata prodotta da Sean Combs e dal gruppo 112, scritturato nella Bad Boy Records di Combs.
In tutte le versioni i cantanti principali sono Ralph Tresvant e Bobby Brown, con parti cantate da Ronnie DeVoe e da Michael Bivins.
Il singolo ha raggiunto la settima posizione nell classifiche R&B e Dance.

## Tracce
1. I'm Still In Love with You
2. You Don't Have To Worry (feat.  Missy Elliott)
3. You Don't Have To Worry (feat. Fat Joe)